# Outarde de Heuglin
Neotis heuglinii
Espèce
Statut de conservation UICN

 LC  : Préoccupation mineure
Statut CITES
L'Outarde de Heuglin (Neotis heuglinii) est une espèce d'oiseaux de la famille des Otididae.

## Description

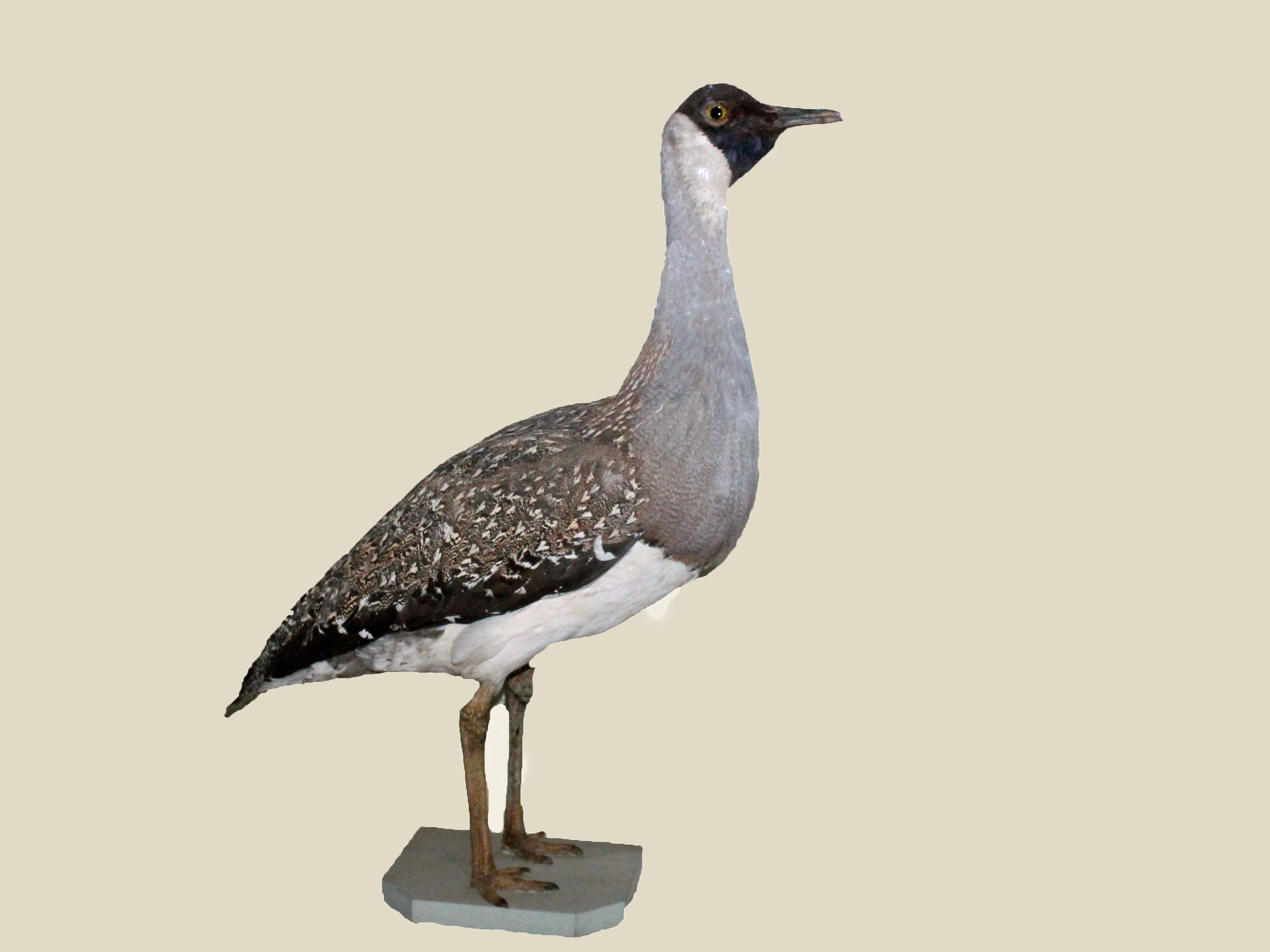
Un individu naturalisé au musée national de Nairobi.

## Répartition
Cette espèce vit dans la corne de l'Afrique.